# Hettingen
Hettingen este un oraș din landul Baden-Württemberg, Germania.